# Шагонар (приток Енисея)
Шагонар — река в Улуг-Хемском кожууне Тывы, левый приток Енисея. Образуется слиянием истоков Хуле справа и Шивилиг слева примерно в 40 км от устья. Согласно ГВР длина реки — 73 км, площадь бассейна — 1660 км², а Хула и Швелиг — варианты названия Шагонара.

### Притоки
- Торгалыг (также Ар-Тархалик) — длиной 53 км, впадает в 22 км по правому берегу[4];
- Арыг-Узю (также Арыг-Узу, или Ишти-хем) — длиной 39 км, впадает в 27 км по левому берегу[5];
- Кожай — длиной 34 км, впадает в 29 км по правому берегу[6];
- Чыланнак (по ГВР река без названия) — длиной 10 км, впадает в 32 км по правому берегу[7];
- Хуле — длиной 15 км, впадает в 67 км по левому берегу[8].

Кроме того, в ГВР значатся две протоки без названия, в 13 км по левому берегу и в 15 км по правому.
Впадает в Саяно-Шушенское водохранилище, примерно в 10 км западнее города Шагонар (ранее — в реку Енисей, на расстоянии 3348 км от устья).
| Средний расход воды (м³/с) реки Шагонар по месяцам с 1958 по 1985 гг. (замеры производились на гидрологическом посту Арыскан) |

По данным государственного водного реестра России, относится к Енисейскому бассейновому округу. Код водного объекта — 17010300112116100008379.